# Славковые тиранчики
Славковые тиранчики (лат. Phylloscartes) — род воробьиных птиц из семейства Тиранновые.

## Список видов
Международный союз орнитологов относит к роду 14 видов:
- Phylloscartes beckeri Gonzaga et Pacheco, 1995
- Phylloscartes ceciliae Teixeira, 1987
- Phylloscartes flaviventris (Hartert, 1897)
- Панамский славковый тиранчик Phylloscartes flavovirens (Lawrence, 1862)
- Phylloscartes gualaquizae (P.L.Sclater, 1887)
- Phylloscartes kronei Willis et Oniki, 1992
- Чернолобый славковый тиранчик Phylloscartes nigrifrons (Salvin et Godman, 1884)
- Золотоглазый славковый тиранчик Phylloscartes oustaleti (P.L.Sclater, 1887)
- Phylloscartes parkeri Fitzpatrick et Stotz, 1997
- Рыжелобый славковый тиранчик Phylloscartes roquettei Snethlage, 1928
- Рыже-бурый славковый тиранчик Phylloscartes superciliaris (P.L.Sclater et Salvin, 1868)
- Phylloscartes sylviolus (Cabanis et Heine, 1860)
- Пестрогрудый славковый тиранчик Phylloscartes ventralis (Temminck, 1824)
- Суринамский славковый тиранчик Phylloscartes virescens Todd, 1925

Ещё несколько видов современные учёные относят к роду Pogonotriccus:
- Буроватый славковый тиранчик Pogonotriccus chapmani Gilliard, 1940
- Белоглазый славковый тиранчик Pogonotriccus difficiles (Ihering et Ihering, 1907)
- Pogonotriccus eximius (Temminck, 1822)
- Pogonotriccus lanyoni G.R.Graves, 1988
- Pogonotriccus ophthalmicus (Taczanowski, 1874)
- Pogonotriccus orbitalis (Cabanis, 1873)
- Желтолобый славковый тиранчик Pogonotriccus paulista Ihering et Ihering, 1907
- Pogonotriccus poecilotis (P.L.Sclater, 1862)
- Pogonotriccus venezuelanus (Berlepsch, 1907)